# Nexus 5
Nexus 5 és la cinquena entrega de la gamma de dispositius smartphones nexus, propietat de Google. És un dispositiu de gamma alta dissenyat i fabricat juntament amb LG. És un terminal amb una pantalla de 4.95 polzades amb resolució Full HD. Incorpora un processador Qualcomm Snapdragon 800 a 2,26gHz amb una GPU Adreno 330. Aquest maquinari és molt comú en dispositius de gamma alta de l'any 2013.
La seva càmera posterior és de 8 MP i compta amb un OIS (estabilitzador d'imatge). La càmera frontal és de 1.3 MP. Ve de fàbrica amb Android 4.4 Kit Kat sense capa de personalització. Hi ha dues versions d'emmagatzament, de 16GB i de 32GB i cal dir que no compta amb suport de targetes Micro SD. Totes dues versions incorporen 2 GB de memòria RAM.

## Aspecte físic
Les dimensions del Nexus 5 són de 69,17 x 137,84 x8,59 mm i 130g de pes. És una mida relativament compacta en relació amb les dimensions de la pantalla. Els acabats són de plàstic i els botons de power i de volum són de ceràmica. Els marges estan molt ben aprofitats de manera que es deixa la mínima part de la cara frontal sense pantalla. Existeixen tres versions: negre, blanc i vermell.
En la part superior trobem el jack 3.5 per als auriculars els diferents sensors. En la part inferior trobem l'altaveu, el micròfon i el port micro USB. El cantó esquerra s'hi troben els controls de volum i en el dret el botó de power. En la part posterior trobem la càmera i un flaix LED juntament amb la simbologia de nexus i de LG.

## Maquinari
Incorpora el ja conegut processador Qualcomm Snapdragon 800 que corre a 2,26 gHz i la GPU és la Adreno 330. Això es combina amb 2 GB de RAM i com a resultat dona un rendiment comparable amb totes les gammes altes d'altres marques.
La bateria és de 2300 mAh i tot i que queda una mica justa és suficient per arribar al final del dia amb un ús raonable.

## Programari
És el primer dispositiu que incorpora la versió 4.4 d'Android anomenada Kit Kat. Com que Google no afegeix cap mena de personalització en els terminals nexus té una interfase anomenada d'Android natiu. Això permet una navegació molt més fluida que molts altres dispositius que corren amb la interfase de la marca.

## Pantalla
La pantalla del Nexus 5 és de 4,95 polzades amb resolució Full HD (1920 x 1080 p) i això li dona una densitat de píxels de 445 ppi. Els angles de visió no són molt bons, ja que és un panell IPS i la interpretació dels colors és més realista i no tan brillant com per exemple una pantalla AMOLED.

## Càmera
La càmera posterior té una resolució de 8MP i compta amb OIS (estabilitzador òptic d'imatge). Aquest complement permet fer fotografies encara que el dispositiu es mogui una mica a causa del moviment de la mà i així ajuda que la fotografia no quedi mai moguda. La càmera de vídeo permet gravar fins a resolució Full HD a 1080p.
La càmera frontal és d'1,3 MP i permet gravar a 720p.